# Blauwe Golven
De Blauwe Golven is een kunstwerk van Peter Struycken, uitgewerkt als inrichting van de openbare ruimte van het Roermondsplein in de Nederlandse plaats Arnhem. Gelijk aan de naam bestaat de inrichting van de ruimte tussen de doorgaande wegen voornamelijk uit een blauw-wit, golvend patroon, met als in het westelijk deel een grote fontein. Het geheel is in 1977 gelijktijdig met de Nelson Mandelabrug en Roermondsplein aangelegd. De blauwe golven refereren naar het gegeven dat in vroeger tijden zich op deze plek de Oude Haven bevond, die de stad met de Rijn verbond. Het kunstwerk is min of meer driehoekig van vorm en ongeveer 150 × 300 × 500 meter groot.
Het plein was in zijn oorspronkelijk ontwerp al bedoeld als parkeerterrein. In 1978 werd het plein hiervoor echter om veiligheidsreden al gelijk weer afgesloten. In 2010 werd het parkeren, door het steeds groter wordende parkeerprobleem, op een gedeelte van de Blauwe Golven weer mogelijk gemaakt. Daartoe werden met oranje verf parkeervakken op de inmiddels sterk vervuilde klinkers aangebracht. Het kunstwerk maakte al met al sinds 2010 een verrommelde indruk. Naast de oranje strepen, stond de fontein droog en was ook de oostelijke kadewand sterk vervuild.

## Nieuwe inrichting
De gemeente ontwikkelde in 2017 voor het plein een nieuwe visie. Een groene corridor zou de binnenstad verbinden met het Museum Arnhem en ArtEZ. De Blauwe Golven zouden hierbij plaatsmaken voor groen. Tegen dit plan kwam veel protest, waaronder van Peter Struycken zelf.
In 2020 werd hierop een geheel nieuw plan ontwikkeld door de landschapsarchitecten van Veenenbos en Bosch. Zij ontwikkelden een plan waarbij de Blauwe Golven behouden bleven, de fontein weer in ere werd hersteld en nieuwe bomen zouden worden geplant. Het kunstwerk bleef in dit nieuwe plan functioneren als parkeerplaats.